# 色原酮
色酮（英语：chromone）又称色原酮，学名苯并-{\displaystyle {\rm {\ \gamma }}}-吡喃酮。

## 性质
无色针状可升华结晶。溶于热水、乙醇、乙醚、苯、氯仿。溶于浓硫酸呈紫色荧光。与高锰酸钾作用得水杨酸。 与格氏试剂作用得4-取代苯并吡喃鎓盐。

## 制取
由邻羟基苯乙酮与甲酸乙酯在碱存在下缩合，产物再经酸催化成环制取。